# Tears For Fears
Tears For Fears er en engelsk pop-rock-duo dannet i de tidligere 1980'ere af Roland Orzabal og Curt Smith. Bandet er kendt verden over for en række store hits, som: "Shout", "Everybody Wants to Rule the World", "Mad World", "Change", "Woman in Chains", "Head Over Heels" og "Pale Shelter".

## Historie

### Opstart
Roland Orzabal og Curt Smith voksede begge op i og omkring den engelske by Bath, hvor fremtidsudsigterne ikke så alt for lyse ud. Musikken blev imidlertid deres fælles vej væk fra det triste, og ifølge Orzabal startede det for alvor, da Smith på et tidspunkt var på vej ud af en småkriminel løbebane og blev taget i at stjæle kameraudstyr på den lokale skole. Herefter insisterede Orzabal på, at Smith skulle læse psykologen Arthur Janovs bog Primal Scream, der handler om, hvordan undertrykte føleleser i barndommen og ungdommen kan forplante sig til neuroser i voksenlivet. Det blev et afgørende vendepunkt og de to begyndte i stedet at spille musik sammen. I 1981 stifter de - med inspiration fra Janovs bog - bandet 'Tears for Fears'.

### Successen i 80'erne
Orzabals og Smiths første sang "Suffer The Children" udgives allerede i 1981 - dog uden at gøre det store væsen af sig. Det ændrer sig radikalt, da debutalbummet "The Hurting" kommer på gaden i foråret 1983. Med hitsinglerne "Mad World", "Pale Shelter" og "Change" stryger albummet til tops på særligt de britiske hitlister og ender med at sælge over en million eksemplarer. Den tidlige single "Suffer The Children" tages med på albummet.
To år senere kom opfølgeren "Songs From The Big Chair", der gjorde Orzabal og Smith til verdensstjerner med hitsingler som "Shout" og "Everybody Wants to Rule the World". Albummet solgte mere end 10 millioner eksemplarer, var på den britiske top-10 i 30 uger, et helt år i top-30, og pladen forlod først hitlisten igen efter 18 måneder. I USA holdte "Songs From The Big Chair" også 18 måneder på de officielle hitlister - heraf fem uger som nummer 1.

### Opløsning af bandet
Trods kolossal succes begynder det at knage i det gamle venskab mellem Orzabal og Smith hen mod slutningen af 80'erne. Det tredje album "The Seeds of Love" trækker ud og ender med at tage tre år om at blive færdigt. Curt Smith, der påbegynder en skilsmisse fra sin første hustru, beskylder Orzabal for at være for patentlig med numrene, og han frustreres over den langtrukne proces. Albummet udkommer endelig i 1989. Men et år efter er det slut. Curt Smith er kørt træt og vælger at forlade Orzabal og Tears for Fears.
Roland Orzabal udgav i 1993 og 1995 yderligere to album under navnet Tears For Fears - henholdsvis "Elemental" og "Raoul and the Kings of Spain".

### Re-union
Efter en periode, hvor begge havde udgivet soloplader under forskellige navne, fandt Orzabal og Smith sammen igen i 2004 og indspillede og udgav albummet "Everybody Loves A Happy Ending". 
25. februar 2022 udkom Tears for Fears'  foreløbigt syvende studiealbum med titlen "The Tipping Point".

## Diskografi

### Studiealbum
- The Hurting (1983).
- Songs from the Big Chair (1985).
- The Seeds of Love (1989).
- Elemental (1993).
- Raoul and the Kings of Spain (1995).
- Everybody Loves a Happy Ending (2004).
- The Tipping Point (2022).
- Songs for a Nervous Planet (2024).

### Live Album
- Songs For A Nervous Planet (2024).